# Belá (rivier)
De Belá (Hongaars: Béla-patak) is een bergachtige stroom die de bovenloop van het Váh-stroomgebied in het Nationaal Park Tatra in het noorden van Slowakije afvoert. Het is een rechter zijrivier, die in de stad Liptovský Hrádok in de Váh uitmondt. De Belá zelf wordt gevormd door twee zijrivieren, de beekjes Tichý potok en Kôprovský potok, waarvan de bronnen in het Hoge Tatra-gebergte liggen en die samenvloeien in de buurt van Podbanské, in de Hoge Tatra. Het riviertje is 23 km lang en de omvang van het stroomgebied is 244 km2.
De Belá is zeer geschikt voor raften en kajakken.

## Stroom van de rivier
De rivier wordt voor het eerst genoemd in de documenten van Bela IV onder de naam riullum Feier Potok, wat betekent dat de rivier aan het einde van de 13e eeuw zijn huidige geografische naam had. Het Slowaakse woord Belá betekent wit, verwijzend naar de wilde stroom van turbulent water in wit schuim.
De gemiddelde watertemperatuur in de zomer is 4,46 °C.

## Locaties
De rivier Belá stroomt langs of door de volgende plaatsen:
- Dovalovo
- Liptovský Hrádok
- Liptovská Kokava
- Liptovský Peter
- Podbanské
- Pribylina
- Vavrišovo

## Fotogalerij

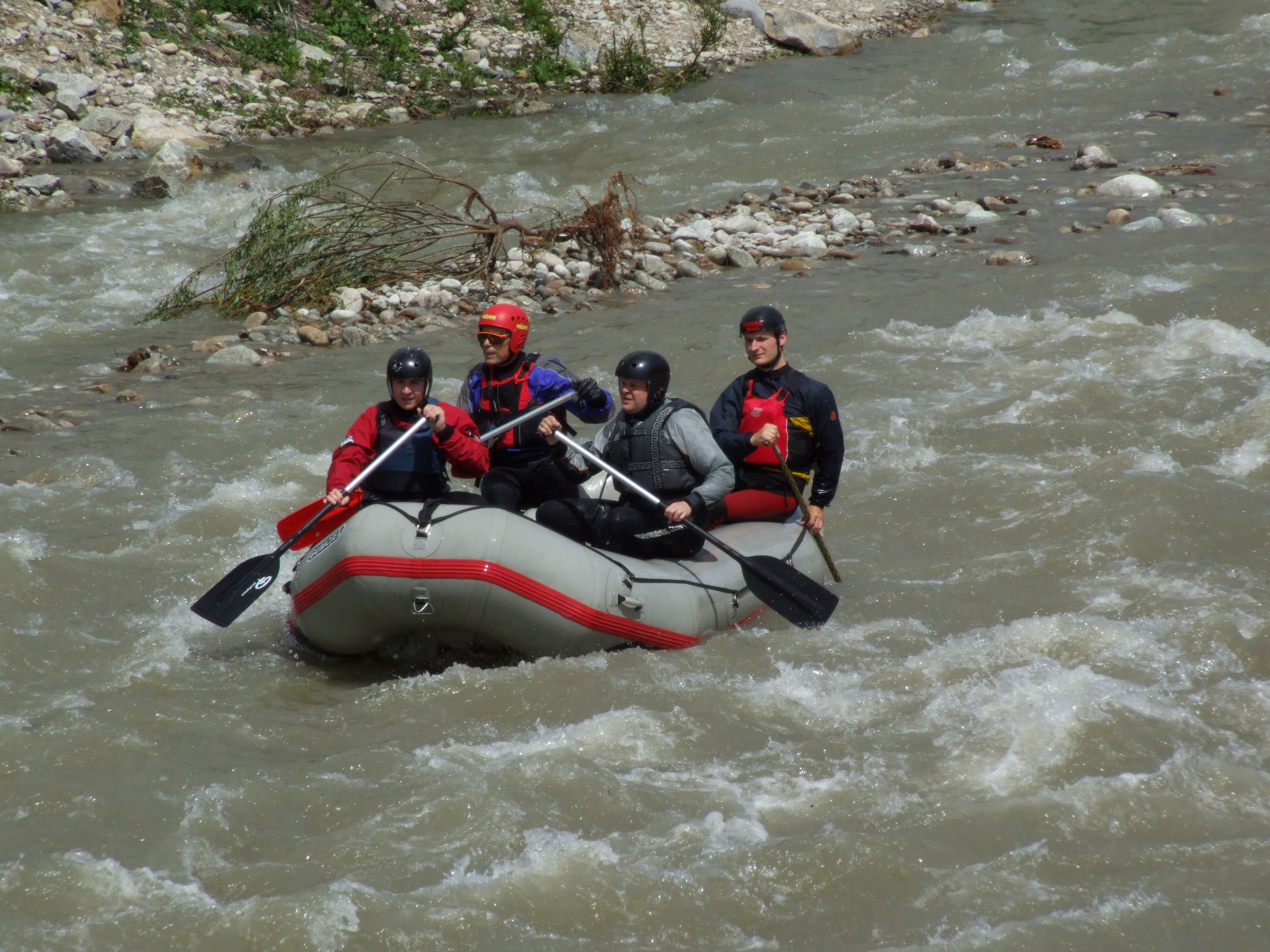
Raften op de rivier Belá
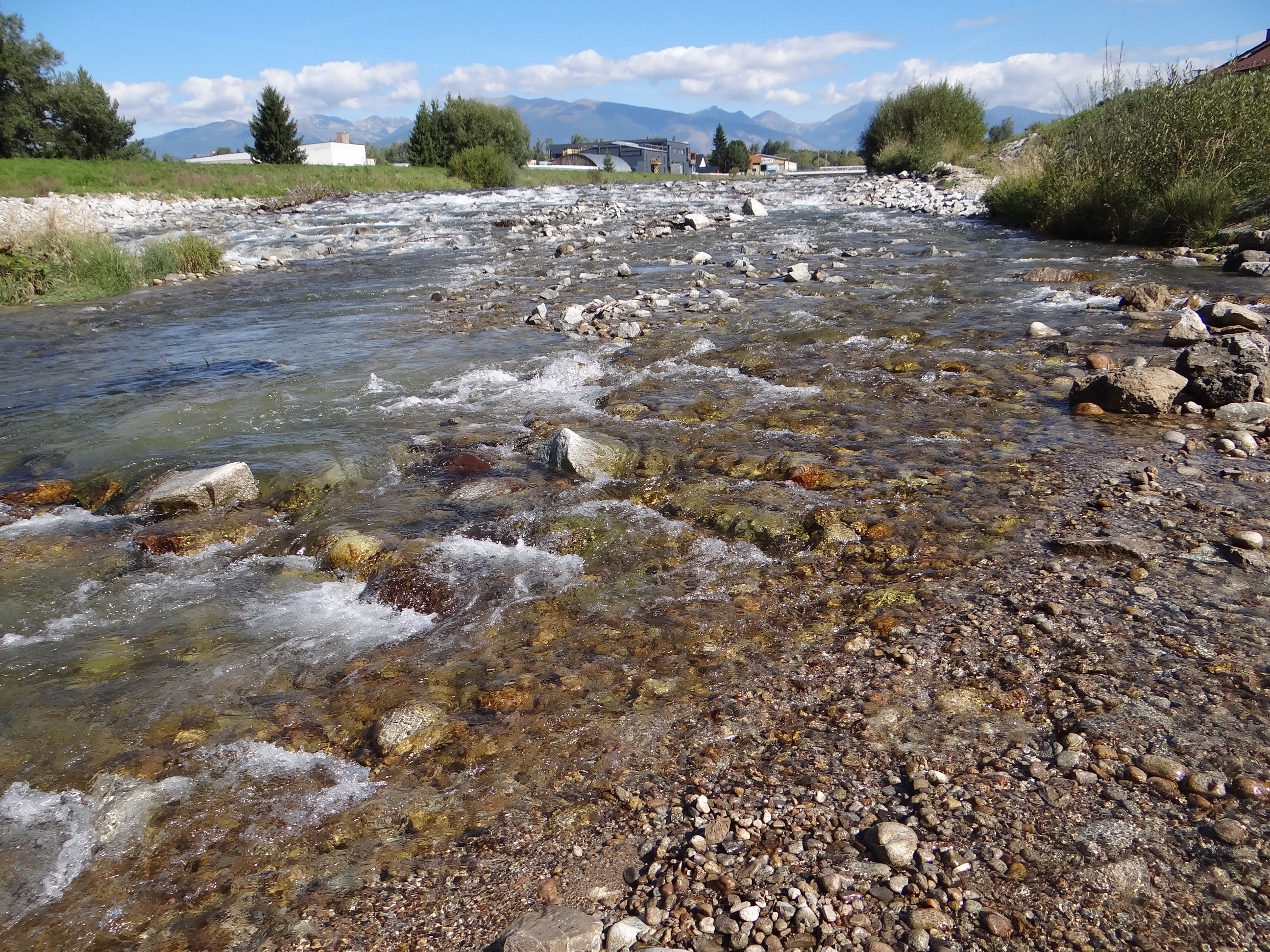
Belá, met uitzicht op het Hoge Tatra-gebergte
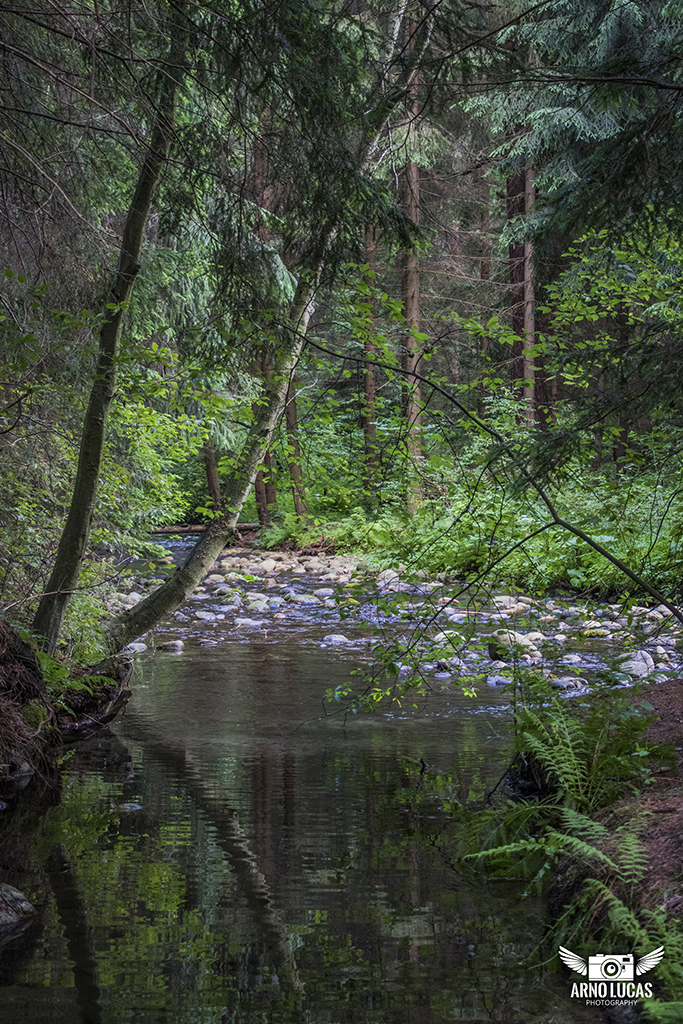
Zijtak van Belá, nabij Vavrišovo
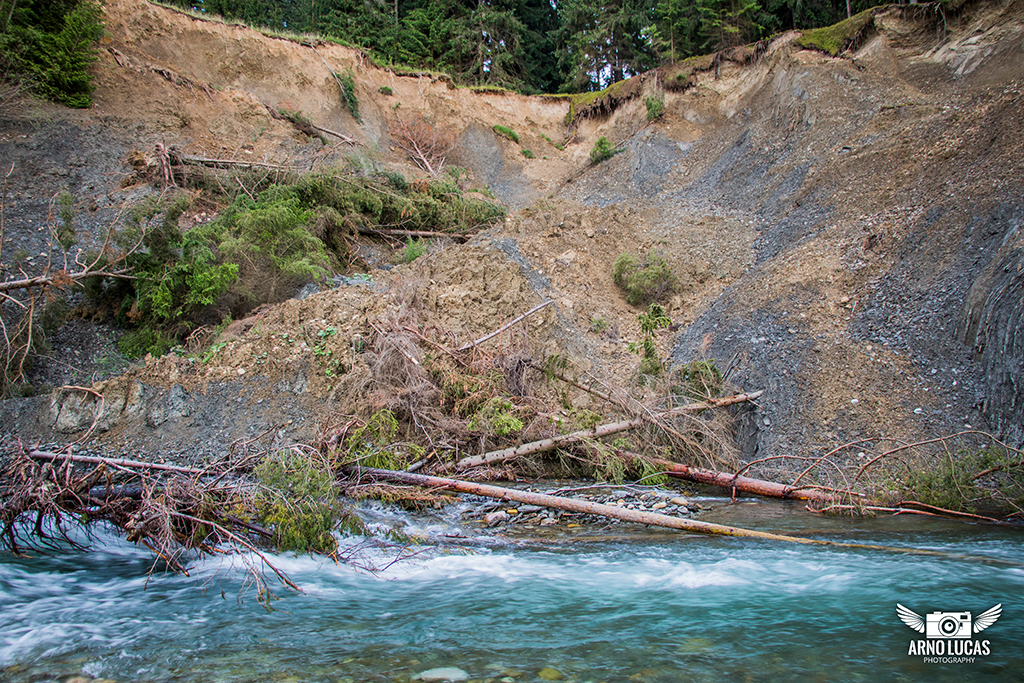
Rivier Belá nabij Vavrišovo
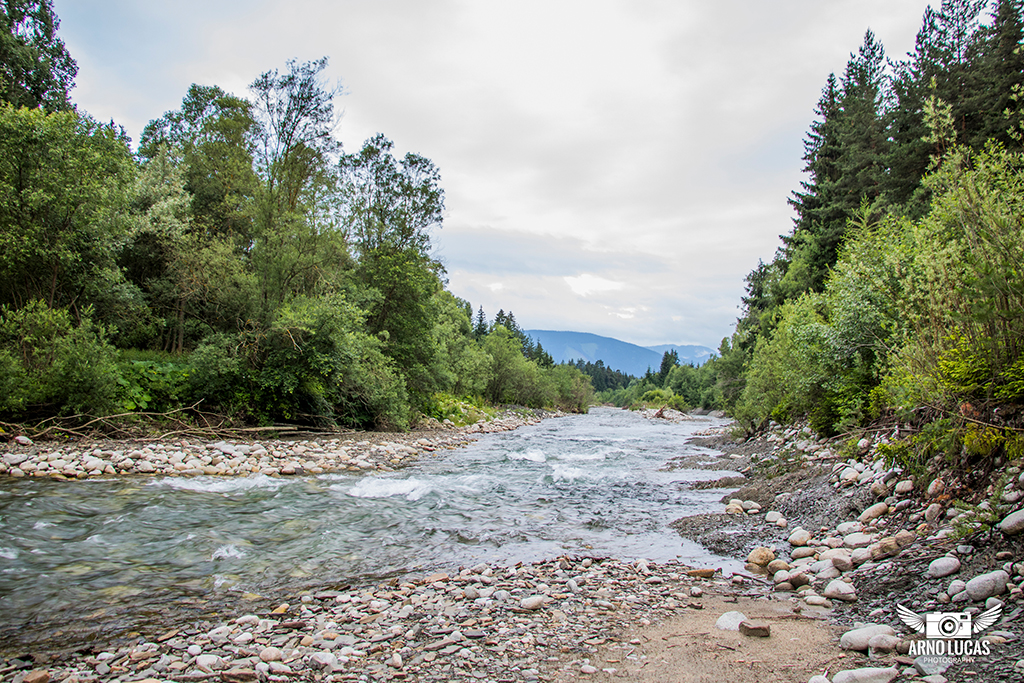
Rivier Belá nabij Vavrišovo